# Grevillea monslacana
Grevillea monslacana là một loài thực vật có hoa trong họ Quắn hoa. Loài này được Molyneux & Stajsic mô tả khoa học đầu tiên năm 2000.